# 王化 (正德進士)
王化（1485年—？），字子涵，山東濟南府濱州人，軍籍，明朝政治人物。

## 生平
正德十一年（1516年）丙子科山東鄉試第一名，登第二甲第一百零四名進士。授主事，嘉靖六年（1527年）九月改授广西道御史，七年巡按浙江，八年八月弹劾兵部尚书李承勋等众多大臣，以忤時出为鹤庆军民府知府，旋奪其官。

## 家族
曾祖王克端；祖父王貴；父王琰，母侯氏。严侍下。從弟王天爵（贡士）。弟王仕。